# Zamora (tartomány)
Zamora egy tartomány Spanyolországban, Kasztília és León autonóm közösségben.
Itt található az Ibériai-félsziget legnagyobb természetes tava, a Sanabriai-tó.
Már hosszabb ideje vannak követelések arra vonatkozólag, hogy León, Zamora és Salamanca váljék ki Kasztíliából, s kialakulhasson egy különálló León autonóm közösség (lásd még: leóni nacionalizmus).
A tartomány északnyugati felén szórványban leóni nyelvet beszél a lakosság (az asztúrleóni nyugati változata).